# 13th Age
“13th Age”はd20システムを採用したファンタジーテーブルトークRPGである。ダンジョンズ&ドラゴンズ第4版のデザイナー、ロブ・ハインソーとジョナサン・トゥイートがデザインしたこのゲームは2013年8月3日にイギリスのPelgrane Press社から発売された。アメリカのRPG情報サイト、RPG GeekやイギリスのRPG情報サイト、EN Worldで2013年の最優秀ゲームにノミネートされた。
元はウィザーズ・オブ・ザ・コースト社で長年の親友であったハインソーとトゥイートがGen Con2012に用意したもので、その後Kickstarterでサプリメント『13 True Ways』の宣伝が行われて、翌年のGenCon2013で販売された。
その後、モンスター集『13th Age Bestiary』、マジックアイテム集『Book of Loot』、シナリオ集の『Shadows of Eldolan』と『Eyes of the Stone Thief』が発売されている。
2016年4月現在、英語版のみである。

## 概要
ドラゴン・エンパイア(Dragon Empire)と呼ばれる世界を舞台に繰り広げられるファンタジーRPGだが、地名や人名などに固有名詞は用いていない。

### アイコン
13th Ageを特徴づけるシステムとして、この世界を支配する13人(ドラゴンやオークを含む)のアイコン(Icon)と呼ばれるキャラクターとPCとの関係がある。アイコンたちは各々が善悪や価値観、世界への役割などが異なった存在であり、PCたちは好意的であれ敵対的であれ、誰と密接な関係を持つかでゲーム内での立ち位置を表現している。アイコンたちも固有の名は存在していない。
アイコンとPCとの関係は「ポジティブ」「葛藤」「ネガティブ」の3種類に分類され、キャラクター作成時および成長時に得られるポイントを3種のどれかに割り振ることで関係が表現されている。プレイ中にアイコンとの関係を求める判定に成功すると、彼らから援助を得られる時もある。
- アークメイジ(Archmage)：何世紀も帝国を守護してきた大魔導師。同時に、危険な実験で災厄をもたらす。
- クルーセイダー(Crusader)：デーモン討伐を誓い闇へと降った神。その苛烈な意志は悪鬼にすら思える。
- ディアボリスト(Diabolist)：デーモン軍団を率いる少女。破壊と混沌の化身。
- ドワーフ・キング(Dwarf King)：ドワーフの王。ダークエルフや怪物から地下を取り戻すべく戦う一方、オークから帝国を護る防壁になっていることを危惧している。
- エルフ・クイーン(Elf Queen)：妖精が集いし星々の宮廷を治めるエルフの女王。
- エンペラー(Emperor)：ドラゴン・エンパイアを支配する皇帝。屈強な戦士だが、年齢による衰えが懸念されている。
- グレート・ゴールド・ワーム(Great Gold Wyrm)：世界の守護者たる金色の善竜。その身は混沌の奈落を塞いでおり身動きできないが、夢による託宣、そして彼の使徒たちを通して正義の人を支援している。
- ハイ・ドルイド(High Druid)：かつて封印され今蘇りし大自然の守護者。帝国にとって敵か味方か、はたまた破壊と再生を司るのか注視されている。
- リッチ・キング(Lich King)：ドラゴン・エンパイアによって滅ぼされ怨霊となった古の暴君。帝国崩壊の機をうかがっている。
- オーク・ロード(Orc Lord)：かつて世界を支配していた暴君(今のリッチ・キング)を滅ぼした伝説のオーク王。復活が噂されている。
- プリーステス(Priestess)：神々の託宣を告げる女神官。
- プリンス・オブ・シャドゥズ(Prince of Shadows)：世界を混乱させ無秩序にするべく暗躍する影の王子。
- ザ・スリー(The Three)：世界の始めからいる3つ首の邪竜。破壊神たる赤首、魔術王たる青首、暗殺者の支配者たる黒首がグレート・ゴールド・ワームを倒さんとしている。

PCとアイコンとの具体的な関係はプレイヤーが独自に設定して構わない。例えば、「私はエンペラーに仕える騎士であるが、私の心臓はドワーフ・キングによって鍛造された人工のものである」といった具合に。

## システム
13th Ageのシステムは他のd20システムと同じくオープンゲームライセンスに従ってデザインされている。また、システムの概略がPDF版にて無料で配布されている。
D&Dで使用されている6つの能力値や20面体を用いた判定などシステムの骨格はD&Dのものをベースにしているが、戦闘に四方形のマスを用いず、距離などは抽象的なものに留めるなど随所に簡略化されている。
以下に13th Ageで特徴的なシステムを列記する。

### 技能と背景
13th Ageでは特有の技能は用いず、キャラクターの背景(Backgrounds)と呼ばれる設定を独自に考え、その設定に8ポイント(初期値)を振り分けて判定での修正値とする。例えば、「帝国の魔術師:+4」、「黒き牙(黒首竜が組織した暗殺者集団)の“歯”(一員):+3」、「荒山の部族:+1」という具合である。この場合、帝国に魔術師が仕えていることや黒き牙という暗殺者集団があるといった設定はプレイヤーが独自に考案したものである。
また、技能とは別に特技(Feats)が設定されており、そちらは規定のものが用意されている。

### エスカレーション・ダイ
13th Ageの戦闘はラウンドが経過するごとに、エスカレーション・ダイ(Escalation Die)と呼ばれるPCに有利になる修正値が増加される。このエスカレーション・ダイの修正値(最大+6)をプレイヤーは判定に加算することができる。また、各クラス(職業)ごとに決められた特殊能力(タレント)を発動させるには一定量のエスカレーション・ダイ修正値が必要で、戦闘が長引くほどにPCにチャンスが到来するシステムとなっている。

## 13th Age・グローランサ
2014年10月に、再びKickstarterにて13th Ageのシステムでルーンクエストの世界を遊べる『13th Age・グローランサ(Glorantha)』への出資呼びかけに成功した。